# Bulbophyllum cochleatum
Bulbophyllum cochleatum är en orkidéart som beskrevs av John Lindley. Bulbophyllum cochleatum ingår i släktet Bulbophyllum och familjen orkidéer.

## Underarter
Arten delas in i följande underarter:
- B. c. bequaertii
- B. c. brachyanthum
- B. c. cochleatum
- B. c. tenuicaule